# Соколов, Александр Васильевич (актёр)
Александр Васильевич Соколо́в (15 [28] августа 1906, Казинка, Воронежская губерния — 28 июля 1996, Санкт-Петербург) — советский и российский театральный деятель, актёр, режиссёр. Народный артист РСФСР (1976).

## Биография
Родился 15 (28) августа 1906 года в селе Казинка (ныне Белгородская область). Учился в Валуйской средней школе в 1916—1918 годах, в 1923—1926 учился в Армавирской единой трудовой школе-девятилетке. Ещё во время учёбы в посещал драматическую студию. После окончания школы работал артистом в Армавирском передвижном театре «Молодая студия». В 1927 году был командирован в Ленинград, где поступил в Техникум сценических искусств, в класс режиссёра Н. В. Петрова. После завершения учёбы в техникуме в 1930 году поступил в его же Вузовскую надстройку, которую закончил в 1933 году, получив право заниматься профессиональной режиссурой. С 1931 по 1942 годы преподавал актёрское мастерство.
После завершения учёбы, в 1930 году, А. Соколов был зачислен в труппу ЛАТД имени А. С. Пушкина, который тогда возглавлял его учитель Н. Петров. В 1934 году перешёл на работу во вновь организованный Ленинградский Государственный театр имени Ленинского комсомола, и трудился там до 1944 года.
В годы Великой Отечественной войны 1941—1945 годов принимал участие в качестве режиссёра в создании Городского «Блокадного» театра.
С 1945 по 1948 год работал актёром, режиссёром и художественным руководителем Ленинградского драматического театра, образованного из Городского театра. С 1948 по 1959 год работал актёром и режиссёром в Большом драматическом театре (БДТ).
В 1959 году вернулся в ЛАТД имени А. С. Пушкина, где работал до своего ухода на пенсию в 1988 году.
Умер 28 июля 1996 года. Похоронен в колумбарии Санкт-Петербургского крематория.

## Творчество

### Ленинградский драматический театр
- - «Нахлебник» И. С. Тургенева — 23 ноября 1944 года.
  - «Поздняя любовь» А. Н. Островского — 12 апреля 1945 года.
  - «Преступление на улице Марата» М. Э. Козакова и А. Б. Мариенгофа — 21 декабря 1945 года.
  - «Навстречу жизни» («В наши дни») А. Успенского (совместно с В. Мойковским) — 4 февраля 1947 года.
  - «Дни и ночи» К. М. Симонова — 14 июня 1947 года.
  - «Большая судьба» А. А. Сурова (с В. Кожичем) — 5 ноября 1947 года.

### Большой драматический театр имени М. Горького
- 1949 — «Слуга двух господ» К. Гольдони
- 1949 — «Девушка с кувшином» Л. де Вега
- 1950 — «Флаг адмирала» А. Штейна
- 1951 — «Разлом» К. Тренёва — 4 сентября 1950 года, совместно с И. Зонне, Сталинская премия третьей степени, 1951 год.
- 1951 — «Сады» Е. Люфанова — совместно с Е. Копеляном
- 1952 — «Яблоневая ветка» В. Добровольского и Я. Смоляка — совместно с Е. Копеляном.
- 1953 — «Пролог» А. Штейна
- 1953 — «Большие хлопоты» Л. Ленча — совместно с Е. Копеляном.
- 1954 — «Вихри враждебные» Н. Погодина — совместно с Е. Копеляном.
- 1955 — «Периваньес и командор Оканьи» Л. де Вега

### Театральные роли
- «Земля» Н. Е. Вирты — Сторожев
- «Фельдмаршал Кутузов» В. А. Соловьёва — П. И. Багратион
- «Потоп» — О’Нейле

#### Ленинградский академический театр драмы имени А. С. Пушкина
- 1956 — «Одна ночь» Б. Л. Горбатова — Новожилов
- 1958 — «Почему улыбались звёзды» А. Е. Корнейчука — Яков Петрович Барабаш, архитектор
- 1959 — «Оптимистическая трагедия» В. В. Вишневского — Сиплый, Вожак
- 1959 — «На дне» М. Горького — Костылев
- 1959 — «Пучина» А. Н. Островского — Турунтаев
- 1963 — «Семья Журбиных» В. А. Кочетова и С. С. Кара — Басманов
- 1965 — «Скандальное происшествие с мистером Кэттлом и миссис Мун» Дж. Б. Пристли — доктор Гренок
- 1965 — «Чти отца своего» В. В. Лаврентьева — Гордей Павлович Кичигин
- 1966 — «Тяжкое обвинение» Л. Р. Шейнина — Лука Потапов
- 1966 — «Душной ночью» Дж. Болла и С. Силлифанта — Томас Уоткинс
- 1967 — «Дело, которому ты служишь» по Ю. П. Герману — Золотухин
- 1967 — «Кремлёвские куранты» Н. Ф. Погодина — Скептик
- 1968 — «Много шума из ничего» У. Шекспира — Леонато
- 1969 — «Справедливость — мое ремесло» Л. Жуховицкого — Федотыч
- 1970 — «Час пик» Е. Ставиньского — Обуховский
- 1971 — «Легенда о Тиле» по роману Ш. де Костера — Шут
- 1973 — «Горячее сердце» А. Н. Островского — Силан
- 1974 — «Похождения Чичикова, или Мёртвые души» по поэме Н. В. Гоголю — Плюшкин
- 1974 — «Приглашение к жизни» по роману Л. М. Леонова «Русский лес» — Золотухин
- 1977 — «Пока бьётся сердце» Д. Я. Храбровицкого — Ковшов
- 1980 — «Над светлой водой» В. И. Белова — Фёдор
- 1980 — «Час пик» по повести Е. Ставиньского — Обуховский

### Кинематограф
| Год  |     | Название                               | Роль                             |
| ---- | --- | -------------------------------------- | -------------------------------- |
| 1938 | ф   | Выборгская сторона                     | офицер                           |
| 1942 | ф   | Оборона Царицына                       | жулик                            |
| 1951 | ф   | Белинский                              | оппонент Белинского              |
| 1952 | ф   | Разлом                                 | эсер Успенский                   |
| 1953 | ф   | Враги                                  | Николай Скроботов                |
| 1956 | ф   | Искатели                               | Кривицкий                        |
| 1956 | ф   | Одна ночь                              | Новожилов                        |
| 1957 | ф   | На острове Дальнем…                    | Фомин                            |
| 1957 | ф   | На переломе                            | эпизод                           |
| 1958 | ф   | Город зажигает огни                    | профессор Никольцев              |
| 1958 | ф   | Пучина                                 | Ион Ионыч Турунтаев              |
| 1959 | ф   | Шинель                                 | гробовщик                        |
| 1960 | ф   | Домой                                  | Лука                             |
| 1961 | ф   | Будни и праздники                      | старик Крутиков                  |
| 1961 | ф   | Полосатый рейс                         | кочегар                          |
| 1961 | ф   | Раздумья                               | охранник                         |
| 1961 | ф   | Явление Венеры                         | Красильников                     |
| 1962 | кор | Мальчик с коньками                     | фармацевт                        |
| 1963 | ф   | Два воскресенья                        | Илья Тимофеевич                  |
| 1963 | ф   | Принимаю бой                           | вахтёр                           |
| 1965 | ф   | «Иду на грозу»                         | учёный-физик, оратор на собрании |
| 1965 | ф   | «Рабочий посёлок»                      | Дмитрий Иванович Прохоров        |
| 1966 | ф   | «12 стульев», телеспектакль            | монтёр Мечников                  |
| 1966 | ф   | «Катерина Измайлова»                   | Борис Тимофеевич                 |
| 1967 | ф   | «Дай лапу, Друг!»                      | управдом                         |
| 1967 | ф   | «День солнца и дождя»                  | отец Алёши Кронова               |
| 1967 | ф   | «Зелёная карета»                       | Куликов                          |
| 1968 | ф   | «Удар! Ещё удар!»                      | пожилой болельщик «Зари»         |
| 1969 | ф   | «Мёртвые души», тв                     | Плюшкин                          |
| 1969 | ф   | «Пятеро с неба»                        | Фёдор Иванович, старик-паромщик  |
| 1969 | кор | «Стриженый чёрт»                       | ветеринар                        |
| 1970 | ф   | «Зелёные цепочки»                      | дядя Николай, сосед Мишки        |
| 1970 | ф   | «О любви»                              | реставратор                      |
| 1970 | ф   | «Белое солнце пустыни»                 | бандит (нет в титрах)            |
| 1971 | ф   | «Месяц август»                         | Клим                             |
| 1971 | ф   | «Такая длинная, длинная дорога...», тв | Савченко                         |
| 1972 | ф   | «Двенадцать месяцев», тв               | канцлер                          |
| 1972 | ф   | «Монолог»                              | председатель комиссии            |
| 1972 | ф   | «Принц и нищий», тв                    | Джон Кенти                       |
| 1973 | ф   | «Сибирский дед» (эпизод)               | Имя персонажа не указано         |
| 1974 | ф   | «Царевич Проша»                        | главный советник                 |
| 1974 | ф   | «Цемент», тв                           | рабочий                          |
| 1975 | ф   | «Полковник в отставке»                 | Георгий Фадеевич, токарь         |
| 1978 | ф   | «Мальчишки», тв                        | Дудков                           |
| 1978 | ф   | «Пока бьётся сердце», тв               | Ковшов                           |
| 1978 | ф   | «Случайные пассажиры»                  | фельдшер                         |
| 1978 | ф   | «Три ненастных дня», тв                | Григорий Иванович                |
| 1981 | ф   | «Приглашение к жизни», тв              | Золотухин, староста              |
| 1981 | ф   | Это было за Нарвской Заставой", тв     | Богомолов, хозяин трактира       |
| 1982 | ф   | Печники                                | Егор Яковлевич, печник           |
| 1982 | ф   | Солёная река детства                   | эпизод                           |
| 1983 | ф   | Плыви, кораблик…, тв                   | Иван Иванович Иванов, пенсионер  |

## Семья
Был женат на актрисе Валентине Павловне Крещенко (умерла в 1994 году). Сын Соколов Герман Александрович (1934—2006).

## Награды
- Сталинская премия третьей степени (1951) — за постановку спектакля «Разлом» Б. А. Лавренёва
- Орден Трудового Красного Знамени (27 октября 1967)
- Орден Дружбы народов (28 января 1982)
- Медаль «За оборону Ленинграда» (10 января 1946)
- Медаль «За доблестный труд в Великой Отечественной войне 1941—1945 гг.» (1946)
- Медаль «В память 250-летия Ленинграда» (1957)
- Медаль «В ознаменование 100-летия со дня рождения Владимира Ильича Ленина» (1970)
- Заслуженный артист РСФСР (22 декабря 1953)
- Народный артист РСФСР (9 декабря 1976)